# Un delitto impossibile
Pour plus de détails, voir Fiche technique et Distribution.
Un delitto impossibile est un film italien réalisé par Antonello Grimaldi, sorti en 2001, avec Carlo Cecchi, Ángela Molina et Ivano Marescotti dans les rôles principaux.
Il s'agit d'une adaptation du roman La Procédure (Procedura) de Salvatore Mannuzzu.

## Synopsis
Le procureur Valerio Garau (Lino Capolicchio), respecté par ses collègues et aimé par ses proches, est empoisonné au tribunal de Sassari sous les yeux de son amante Lauretta (Ángela Molina). Le commissaire Pani (Ivano Marescotti), pour faire la lumière sur l'incident, fait appel à une ancienne connaissance, le procureur Piero D'Onofrio (Carlo Cecchi). Ce dernier, proche de la retraite, accepte l'enquête. Il explore alors le passé trouble de Garau et découvre que, derrière une carrière pleine, se cache de nombreux mystères.

## Fiche technique
- Titre original : Un delitto impossibile
- Réalisation : Antonello Grimaldi
- Scénario : Fabrizio Bettelli et Maura Nuccetelli, d'après le roman La Procédure (Procedura) de Salvatore Mannuzzu
- Photographie : Paolo Carnera
- Montage : Angelo Nicolini
- Musique : Ludovico Einaudi et Piero Marras (it)
- Décors : Giada Calabria
- Producteur : Gianfranco Piccioli
- Société de production : Hera International Film, Rai Cinema et Tele+, avec la contribution du ministère pour les Biens et Activités culturels
- Pays d'origine :  Italie
- Langue : Italien
- Format : Couleur
- Genre : Policier
- Durée : 95 minutes
- Dates de sortie :  Italie : 16 mai 2001

## Distribution
- Carlo Cecchi : le procureur Piero D'Onofrio
- Ivano Marescotti : le commissaire Pani
- Ángela Molina : Lauretta
- Lino Capolicchio : Valerio Garau
- Rinaldo Rocco : Ilio
- Sante Maurizi : Piras
- Giancarlo Monticelli : Martinez
- Tatiana Lepore (it) : Johanna, la domestique
- Silvio Muccino : Valerio Garau (jeune)
- Vittorio Sanna : Substitut de procureur de la République
- Vanni Fois : Fois
- Ginevra Colonna (it) : Biba Garau

## À noter
- Il s'agit d'une adaptation du roman La Procédure (Procedura) de l'écrivain Salvatore Mannuzzu. Ce titre, lauréat du prix Viareggio en Italie, voit son action transposée des années 1970 aux années 1990 pour les besoins du film.
- Tourné dans la région de la Sardaigne, l'histoire se déroule principalement dans la ville de Sassari.

## Récompenses et distinctions

### Nominations
- Ruban d'argent du meilleur acteur dans un second rôle pour Ivano Marescotti en 2001.
- Ruban d'argent de la meilleure chanson en 2001.